# Anchka
Anchka, auch Anch-ka, war ein hoher altägyptischer Würdenträger, der vor allem unter König Den in der 1. Dynastie amtierte.

## Belege
Anchka ist vorwiegend von Siegelabrollungen bekannt, die seine zahlreichen Titel überliefern. Eines von ihnen zeigt einen der frühesten Belege für den Titel Hatia (dt. „Gaufürst“, „Gouverneur“ oder „Bürgermeister“). Auf einem anderen Siegel erscheint er als Gauleiter der Anlage „Hor-sechenti-dju“. Viele Siegel fanden sich im Grab der Meritneith, was andeutet, dass er seine Karriere unter dieser Herrscherin begann.
Anchka ist auch auf einem Felsrelief auf dem Sinai hinter König Den dargestellt. Hier trägt er den Titel Siegler.

## Grabanlage
Die Mastaba S3036 wird ihm versuchsweise zugeschrieben. Sie liegt in Sakkara und wurde 1936 von Walter Bryan Emery ausgegraben.